# 270 aC
El 270 aC va ser un any del calendari romà prejulià. Durant la República i l'Imperi Romà, era conegut com a any del consolat de Clepsina i Blasió (o, més rarament, any 484 ab urbe condita). L'ús del nom «270 aC» per referir-se a aquest any es remunta a l'alta edat mitjana, quan el sistema Anno Domini va ser el mètode de numeració dels anys més comú a Europa.

## Esdeveniments

### Sicília
- Hieró II, tirà de Siracusa, derrota els mamertins a la vora del riu Longanos, prop de Miles, en una gran batalla. La capital mamertina, Messana està a punt de caure en mans de Hieró i només se salva per la intervenció dels cartaginesos que imposen un acord de pau. Al tornar a Siracusa els ciutadans el saluden amb el títol de rei.[2]

### Antiga Roma
- Aquest any són elegits cònsols Gai Genuci Clepsina i Gneu Corneli Blasió, segons els Fasti.[3]
- El cònsol Genuci Clepsina, amb l'ajuda de Hieró II de Siracusa, aconsegueix ocupar Règion després d'un llarg setge.[4]
- Els Fasti diuen que Blasió va aconseguir un triomf, però no se sap a quin poble va vèncer.[5]

## Necrològiques
- Arsínoe II, filla de Ptolemeu I i Berenice I, i reina de Tràcia, Macedònia i Egipte.[6]
- Epicur, filòsof grec de Samos.[7]
- Pirró d'Elis, filòsof iniciador de l'escepticisme (data aproximada).[8]